# Курган Камысбая
Курган Камысбая (XVIII-XIX вв.) — родовое погребение. Находится в 14—15 км к юго-востоку от аула Шетпе Мангыстауской области. В Курган Камысбая входят памятники, купольные мавзолеи, малые формы надгробных камней, саганатамы, койтасы, сандыктасы, бестасы и их сочетания. Основные памятники относятся к концу XIX — началу XX века. Курган Камысбая — образец объемно-пространственной композиции и декоративного убранства, уникальный заповедник народного зодчества. В 1951 году изучен научной экспедицией АН Казахстана под руководством М.Мендикулова.